# Los Mochis
Los Mochis je město ležící v Mexiku ve státě Sinaloa. K roku 2010 ve městě žilo 256 613 obyvatel. Leží na pobřeží Tichého oceánu. Leží zde Mezinárodní letiště Los Mochis. Město se nachází v oblasti s teplým aridním podnebím, během léta se v oblasti vyskytují bouřky a někdy dokonce i hurikány. Město leží na silnici Carretera Federal 15, která spojuje města Mexico City a Nogales. 